# Lac Summit (comté de Shasta)
Pour les articles homonymes, voir Lac Summit.
Le lac Summit (en anglais : Summit Lake) est un lac américain dans le comté de Shasta, en Californie. Il est situé à 2 036 mètres d'altitude au sein du parc national volcanique de Lassen.
À proximité se trouve une station de rangers inscrite au Registre national des lieux historiques depuis le 3 avril 1978, la Summit Lake Ranger Station.